# Cyrtorchis
Cyrtorchis es un género con 18 especies de orquídeas de hábitos epífitas, son originarias de África tropical.

## Descripción
Es una planta epífita y raramente litófita, monopodial y que se desarrolla mejor en bosques con moderada sombra y suficiente luz y agua mientras crece. Las flores son fragantes de color blanco que con el tiempo tornan de color amarillo.

## Distribución
Se encuentra en África.

## Taxonomía
El género  fue descrito por Rudolf Schlechter y publicado en Die Orchideen 595. 1914.

## Especies deCyrtorchis
- Cyrtorchis acuminata (Rolfe) Schltr. (1918)
- Cyrtorchis arcuata (Lindl.) Schltr. (1914)  - especie tipo -
- Cyrtorchis aschersonii (Kraenzl.) Schltr. (1918)
- Cyrtorchis brownii (Rolfe) Schltr. (1918)
- Cyrtorchis chailluana (Hook.f.) Schltr. (1914)
- Cyrtorchis crassifolia Schltr.  (1916)
- Cyrtorchis erythraeae (Rolfe) Schltr. (1918)
- Cyrtorchis glaucifolia Summerh. (1966)
- Cyrtorchis guillaumetii (Pérez-Vera) R.Rice (2005)
- Cyrtorchis hamata (Rolfe) Schltr. (1914)
- Cyrtorchis henriquesiana (Ridl.) Schltr. (1918)
- Cyrtorchis injoloensis (De Wild.) Schltr. (1918)
- Cyrtorchis letouzeyi Szlach. & Olszewski (2001)
- Cyrtorchis monteiroae (Rchb.f.) Schltr. (1914)
- Cyrtorchis neglecta Summerh. (1960)
- Cyrtorchis praetermissa Summerh. (1948)
- Cyrtorchis ringens (Rchb.f.) Summerh. (1958)
- Cyrtorchis seretii (De Wild.) Schltr. (1918)